# Lebanon, Oklahoma
Lebanon är en ort i Marshall County i delstaten Oklahoma, USA.